# Rent Is Too Damn High Party

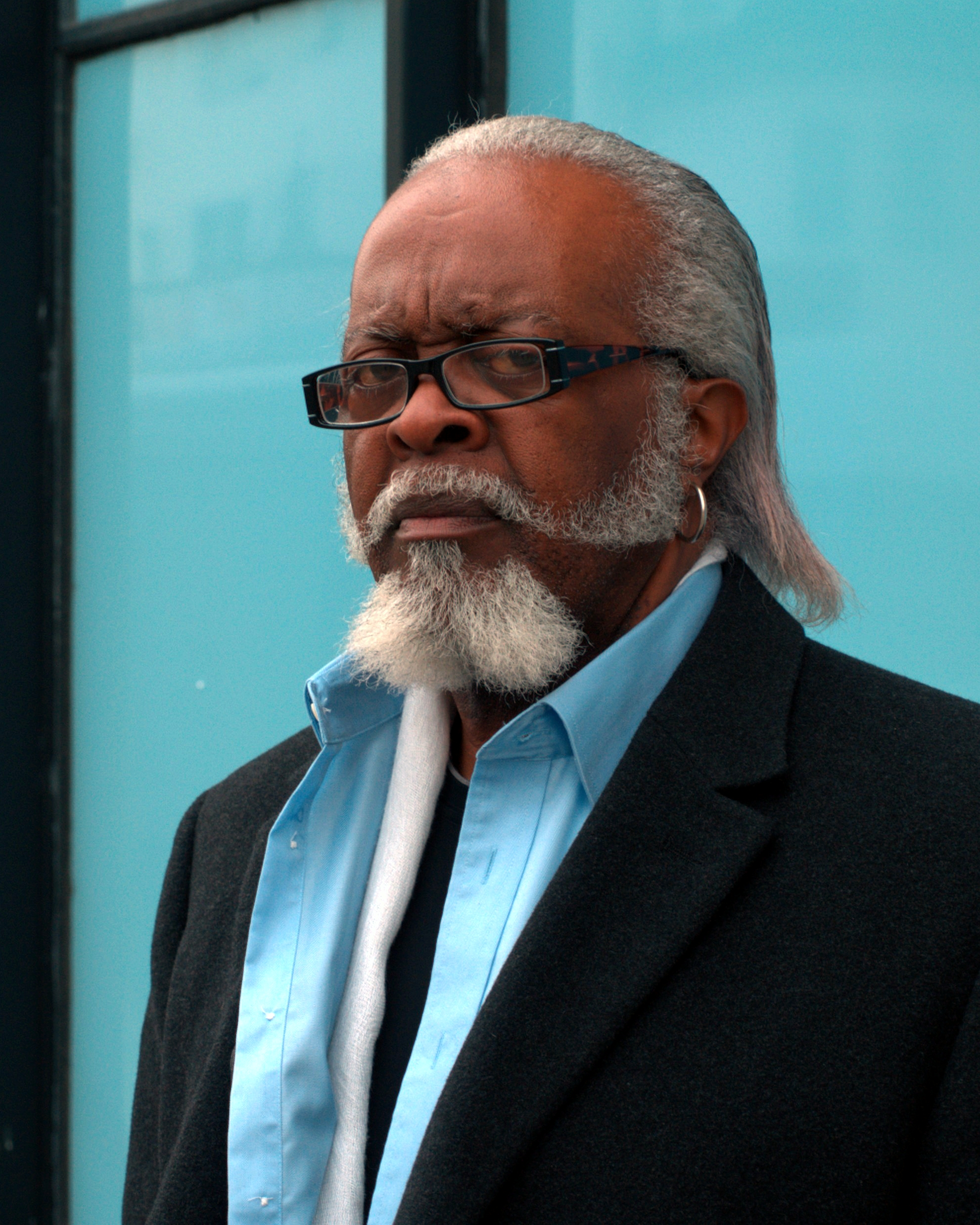
Jimmy McMillan ist der Gründer der Partei

Die Rent Is Too Damn High Party (auch Rent is 2 Damn High Party; deutsch etwa Die-Miete-ist-verdammt-noch-mal-zu-hoch-Partei) ist eine politische Partei aus dem US-Bundesstaat New York. Die Hauptthese der Partei ist, dass die Mieten in New York für die Einwohner zu hoch seien. Sie hat aktuell drei Mitglieder. Die Rent Is Too Damn High Party stellte bei den Bürgermeisterwahlen in New York City in den Jahren 2005 und 2009 sowie für die Wahlen zum Gouverneur 2010 mit Jimmy McMillan jeweils ein Nichtmitglied auf. Für den Senat konnte im Jahr 2010 Joseph Huff kandidieren, der mit 17.019 Stimmen einen Stimmenanteil von 0,38 % erreichte. Im Jahr 2016 gab der Gründer der Rent is Too Damn High Party, Jimmy McMillan, bekannt seine politische Karriere beendet zu haben, gleichzeitig gab die Rent is Too Damn High Party bekannt, ein Endorsement für Donald Trump für die Präsidentschaftswahlen 2016 abzugeben.
Bekanntheit über die Vereinigten Staaten hinaus erlangte die Partei, als McMillan an der Debatte zur Wahl des Gouverneurs von New York teilnahm. Ein Ausschnitt dieser Debatte, bei dem McMillan seine Thesen vorträgt, wurde bei YouTube eingestellt und erreichte bereits mehr als acht Millionen Aufrufe. Hierüber wurde auch in internationalen Nachrichten berichtet.